# Дощові ліси Фогелькопу та Ару
Дощові ліси Фогелькопу та Ару (ідентифікатор WWF: AA0128) — австралазійський екорегіон тропічних та субтропічних вологих широколистяних лісів, розташований на заході Нової Гвінеї та на сусідніх островах.

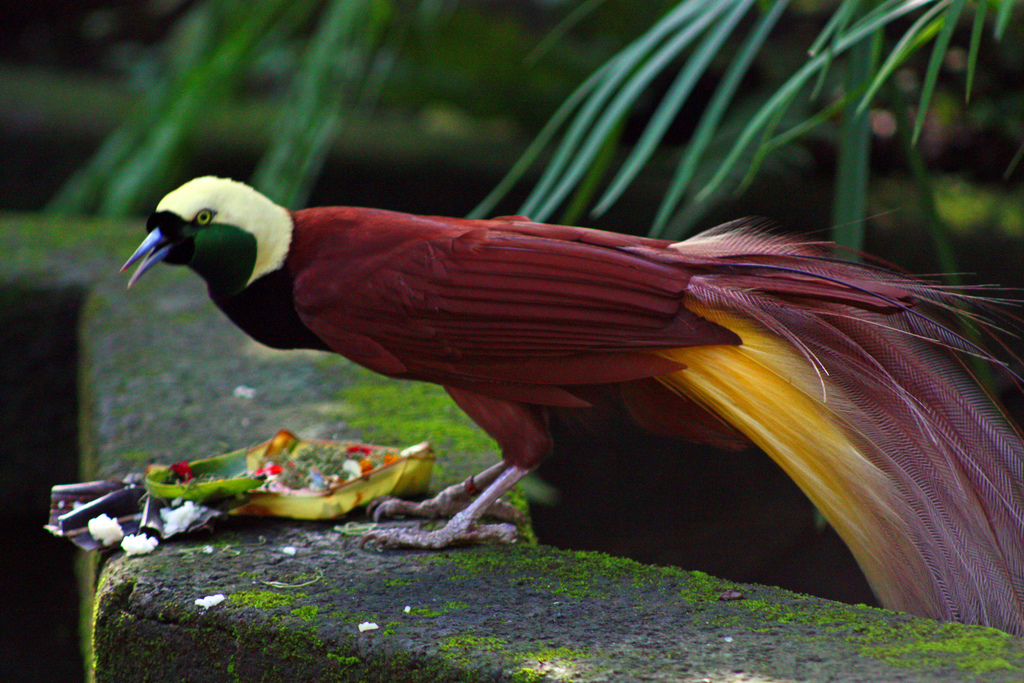
Великий дивоптах (Paradisaea apoda)

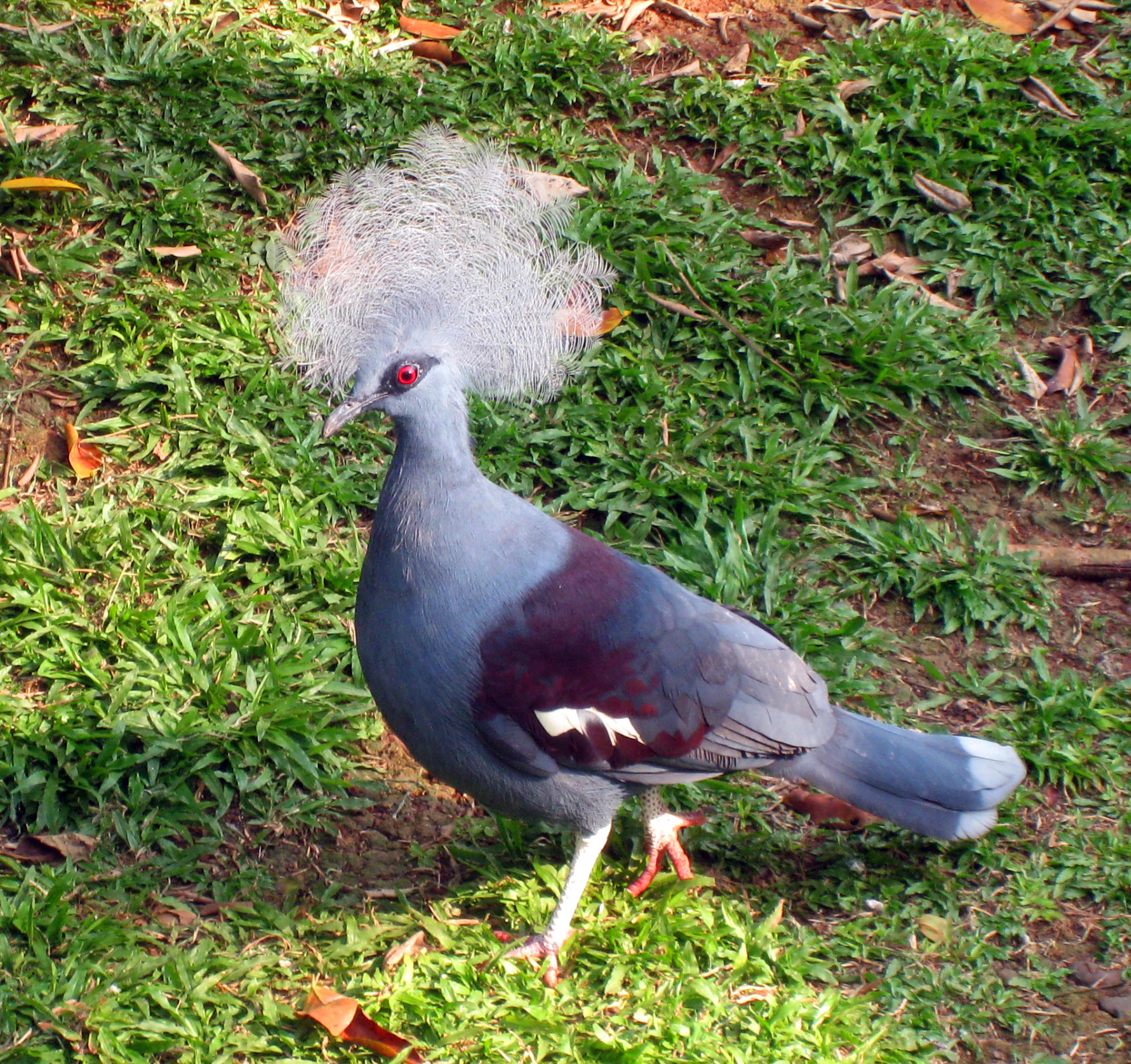
Західний коронач (Goura cristata)

## Географія
Екорегіон дощових лісів Фогелькопу та Ару охоплює низинні та горбисті райони, розташовані на крайньому північному заході Нової Гвінеї — на півострові Пташина Голова, також відомому як Фогелькоп або Доберай, на розташованому південніше півострові Бомберай та на перешийку Пташина Шия, який поєднує ці півострови з рештою Нової Гвінеї. Крім того, він охоплює архіпелаг Ару, розташований в Арафурському морі за 140 км на південь від Західної Нової Гвінеї, та архіпелаг Раджа-Ампат, розташований на захід від півострова Пташина Голова. Архіпелаг Раджа-Ампат включає близько 1500 островів та острівців, найбільшими з яких є острови Місоол, Салаваті, Вайгео, Батанта та Кофіау.
Острови Ару та Раджа-Ампат лежать на континентальному шельфі Австралії та Нової Гвінеї. Під час останнього льодовикового періоду, коли рівень Світового океану був більш ніж на 100 м нижчим, ніж зараз, Нова Гвінея, Австралія та сусідні острови об'єднувалися у один материк Сахул, що дозволяло рослинам, тваринам і людям вільно мігрувати між ними.
З геологічної точки зору в регіоні переважають підняті осадові породи та молоді алювіальні відклади. Поблизу Соронга та на островах Вайгео і Місоол зустрічаються великі масиви вапняків та ультраосновних порід. Рельєф регіону переважно представлений низовинами, за винятком перешийку Пташина Шия, де поширені невисокі складчасті гори, серед яких зустрічаються численні карстові форми рельфу. 
В горах на півночі півострова Фогелькоп та на заході півострова Бомберай, які підіймаються на висоту понад 1000 м над рівнем моря, рівнинні дощові ліси екорегіону переходять у гірські дощові ліси Фогелькопу, а в низовинах на півдні Фогелькопу — у прісноводні заболочені ліси півдня Нової Гвінеї та у новогвінейські мангри. На схід від перешийку Пташина Шия ліси екорегіону переходять у гірські дощові ліси Центрального хребта.

## Клімат
В межах екорегіону домінує екваторіальний клімат (Af за класифікацією кліматів Кеппена). Середньорічна температура тут становить 27 °C, а середньорічна кількість опадів — понад 2700 мм. Значна частина опадів випадає під час літнього сезону дощів.

## Флора
Екорегіон дощових лісів Фогелькопу та Ару характеризується високим флористичним різноманіттям, одним з найвищих на Новій Гвінеї. В його межах зустрічаються різноманітні лісові угруповання, зокрема рівнинні вічнозелені дощові ліси, низинні алювіальні ліси, пагорбові ліси та вапнякові ліси.
Низинні алювіальні ліси Західної Нової Гвінеї характеризуються нерівним, багатоярусним лісовим наметом, над яким підіймається багато поодиноких емерджентних дерев. Серед дерев, поширених в цих лісах, слід відзначити острівне лічі (Pometia pinnata), суматранський октомелес (Octomeles sumatrana), диявольське дерево (Alstonia scholaris), а також різні види фікусів (Ficus spp.) та терміналій (Terminalia spp.). Також у низинних лісах екорегіону зустрічаються різноманітні птерокарпуси (Pterocarpus spp.), артокарпуси (Artocarpus spp.), планшонелли (Planchonella spp.), канаріуми (Canarium spp.), елеокарпуси (Elaeocarpus spp.), криптокарії (Cryptocarya spp.), каркаси (Celtis spp.), драконтомелони (Dracontomelon spp.), смердючі дерева (Dysoxylum spp.), сизигіуми (Syzygium spp.), авраамові дерева (Vitex spp.), свинячі сливи (Spondias spp.) та інції (Intsia spp.). В їх чагарниковому підліску поширені пальми. Також у низинних лісах у великій кількості поширені ліани, епіфіти та папороті.
Ліси, що ростуть на пагорбах Західної Нової Гвінеї, характеризуються більш низьким і густим лісовим наметом, ніж алювіальні ліси. Чагарниковий ярус в цих лісах більш відкритий та містить менше пальм, а трав'яний ярус більш щільний. У пагорбових лісах екорегіону поширені острівне лічі (Pometia pinnata), різні види канаріумів (Canarium spp.), анісоптер (Anisoptera spp.), криптокарій (Cryptocarya spp.), терміналій (Terminalia spp.), сизигіумів (Syzygium spp.), фікусів (Ficus spp.), каркасів (Celtis spp.), смердючих дерев (Dysoxylum spp.) та бухананій (Buchanania spp.). Подекуди в них також зустрічаються великоцвіті компасії (Koompassia grandiflora) та папуанські евкаліптовики (Eucalyptopsis papuana), а також різні види ділленій (Dillenia spp.), ватік (Vatica spp.) та хопей (Hopea spp.). На деяких пагорбах зустрічаються густі гаї папуанських араукарій (Araucaria cunninghamii var. papuana), які можуть досягати до 60 м заввишки.
Особливі рослинні угруповання поширені на острові Вайгео та на прилеглому узбережжі Нової Гвінеї, де зустрічаються ультраосновні серпентинітові відслонення. Ці угруповання складаються з невисокої чагарникової рослинності, у якій переважають золоті ділленії (Dillenia alata), миртелли Беккарі (Myrtella beccarii), незвичні лейкопогони (Leucopogon abnormis) та різні види альфітоній (Alphitonia spp.).

## Фауна
В межах екорегіону зустрічається 47 видів ссавців — передусім сумчастих, дрібних гризунів та рукокрилих. Серед поширених в регіоні ссавців слід відзначити сірого деревного кенгуру (Dendrolagus inustus), пухнастого кускуса (Phalanger orientalis), плямистого кускуса (Spilocuscus maculatus), наземного кускуса (Phalanger gymnotis), смугастого поссума (Dactylopsila trivirgata), пір'їнохвостого поссума (Distoechurus pennatus), низинного кільчастохвостого поссума (Pseudochirulus canescens), цукрову сумчасту летягу (Petaurus breviceps), новогвінейського квола (Dasyurus albopunctatus), трисмугу сумчасту куницю (Myoictis melas), звичайного колючого бандикута (Echymipera kalubu), довгоносого колючого бандикута (Echymipera rufescens), великого новогвінейського колючого пацюка (Rattus praetor), велетенського білохвостого щура (Uromys caudimaculatus), низинного мозаїкохвостого щура (Paramelomys platyops), золоточеревого боброщура (Hydromys chrysogaster), вухатого крилана (Pteropus macrotis) та великого крилана (Pteropus neohibernicus). 
Ендеміками екорегіону є вайгейські кускуси (Spilocuscus papuensis), поширені на острові Вайгео, аруйські крилани (Pteropus aruensis), поширені на архіпелазі Ару, та гагські пацюки (Rattus nikenii), поширені на невеликому острові Гаг в архіпелазі Раджа-Ампат. Майже ендемічними представниками регіону є бурі деревні валлабі (Dorcopsis muelleri), смагляві валлабі (Thylogale brunii), південні кускуси (Phalanger mimicus), сумчасті куниці Воллеса (Myoictis wallacei), низинні чагарникові миші (Pogonomelomys bruijni), довгоносі парамеломиші (Paramelomys naso), кайські нічниці (Myotis stalkeri), а також дуже рідкісні волохаті проєхидни (Zaglossus bruijni) — найбільші сучасні однопрохідні ссавці. 
Орнітофауна екорегіону нараховує 366 видів птахів, серед яких слід відзначити нелітаючого шоломного казуара (Casuarius casuarius), найбільшого птаха Австралазії, а також жовтошийого казуара (Casuarius unappendiculatus), палому (Otidiphaps nobilis), новогвінейського голуба-зеленокрила (Chalcophaps stephani), аруйського тілопо (Ptilinopus iozonus), новогвінейського пінона (Ducula rufigaster), новогвінейського коукала (Centropus bernsteini), молуцького орла (Aquila gurneyi), новогвінейську гарпію (Harpyopsis novaeguineae), сіроголового яструба (Accipiter poliocephalus), папуанську сову (Uroglaux dimorpha), новогвінейську сову-голконога (Ninox theomacha), папуанського калао (Rhyticeros plicatus), папуанського рибалочку (Ceyx solitarius), какатоїса-голіафа (Probosciger aterrimus), клинохвостого папугу (Psittaculirostris desmarestii), чорнощокого папужку (Cyclopsitta gulielmitertii), веселкового лорікета (Trichoglossus haematodus), папуанську піту (Erythropitta macklotii), білогорлого нявкуна (Ailuroedus buccoides), синього малюра (Malurus cyanocephalus), червоногорлу медовичку (Myzomela eques), новогвінейського медовчика (Pycnopygius ixoides), сивоспинного медвянця (Melidectes ochromelas), великодзьобого ріроріро (Gerygone magnirostris), вохристого папоротчука (Origma murina), новогвінейського стадняка (Garritornis isidorei), чорного шикачика (Edolisoma melas), рудого пітогу (Pseudorectes ferrugineus), папуанського пітогу (Pitohui uropygialis), новогвінейську сорочицю (Cracticus cassicus), лісового біловуха (Peltops blainvillii), королівського дивоптаха (Cicinnurus regius), чароптаха (Seleucidis melanoleucus), великого оздобника (Ptiloris magnificus), чорну манукодію (Manucodia ater), новогвінейського монарха (Symposiachrus manadensis), нектаролюба-крихітку (Oedistoma pygmaeum), чорного фруктоїда (Melanocharis nigra) та оливкову гвінейницю (Kempiella flavovirescens).
Ендеміками екорегіону є червонощокі великоноги (Aepypodius bruijnii), кофійські альціони-галатеї (Tanysiptera ellioti), оливкові ядлівчаки (Colluricincla affinis), острівні пітогу (Pitohui cerviniventris), синьоголові дивоптахи-білозори (Diphyllodes respublica), червонохвості дивоптахи (Paradisaea rubra) та кофійські монархи (Symposiachrus julianae). Всі ці види зустрічаються на одному або кількох островах в архіпелазі Раджа-Ампат. Серед майже ендемічних птахів, поширених в лісах регіону, слід відзначити червонодзьобих великоногів (Talegalla cuvieri), джунглевих великоногів (Megapodius freycinet), західних короначів (Goura cristata), новогвінейських тілопо (Ptilinopus ornatus), жовтоплечих тілопо (Ptilinopus wallacii), жовтооких тілопо (Ducula concinna), смарагдових пінонів (Ducula myristicivora), аруанських кукабар (Dacelo tyro), рожевогрудих альціонів-галатей (Tanysiptera nympha), аруйських альціонів-галатей (Tanysiptera hydrocharis), молуцьких алістерів (Alisterus amboinensis), фіолетовошиїх лорі (Eos squamata), чорних лорі (Chalcopsitta atra), кайських папужок-пігмеїв (Micropsitta keiensis), берегових свистунів (Pachycephala phaionota), великих дивоптахів (Paradisaea apoda), оливкових медовців (Lichmera argentauris), буроголових ворон (Corvus fuscicapillus), молуцьких шпаків-малюків (Aplonis mysolensis) та оливковоголових квіткоїдів (Dicaeum pectorale).

## Збереження
Близько 70 % дощових лісів екорегіону є відносно незайманими. Основною загрозою для збереження природи регіону є вирубка лісів, видобування корисних копалин та полювання.
Оцінка 2017 року показала, що 7557 км², або 10 % екорегіону, є заповідними територіями. Природоохоронні території включають: Національний парк Телук-Чендравасіх, Природний заповідник Пегунунган-Вондібой, Природний заповідник Пегунунган-Арфак, Природний заповідник Пегунунган-Кумава, Природний заповідник Пегунунган-Факфак, Природний заповідник острова Місоол, Природний заповідник острова Салаваті, Природний заповідник острова Баун, Природний заповідних островів Сабунга та Татаруга, Природний парк Соронг та Природний парк Гунунг-Мея.